# Jicchak Vissoker
Jicchak Vissoker (hebr. יצחק ויסוקר, ur. 18 września 1944) – izraelski piłkarz, bramkarz.
W reprezentacji Izraela zagrał w 43 oficjalnych spotkaniach, w tym także na mistrzostwach świata w Meksyku. Podczas MŚ 70 zagrał we wszystkich meczach Izraela w turnieju. W 1976 był uczestnikiem igrzysk w Montrealu. W karierze klubowej był zawodnikiem Hapoelu Petach Tikwa oraz Maccabi Netanja. Znajdował się w kadrze mistrzów Izraela w 1978 i 1980.